# Бобрука (річка)
Бобрука (інші назви: Бобрівка, Велика Бобрівка, Бобурчин Звур) — річка в Україні, у Тячівському районі Закарпатської області. Прав притока Тересви (басейн Дунаю).

## Опис
Довжина річки приблизно 4 км. Формується з багатьох безіменних струмків.

## Розташування
Бере початок на північно-західних схилах гірської вершини Угорська. Тече переважно на південний схід і на південному сході від Усть—Чорна впадає у річку Тересву, праву притоку Тиси. 
Річку перетинає автомобільна дорога Т 0728.